# Juno (planetoïde)
(3) Juno is een planetoïde die werd ontdekt op 1 september 1804 door de Duitse astronoom Karl L. Harding met een bescheiden 50mm-telescoop. Juno werd gevonden in de planetoïdengordel, het was de derde planetoïde die ontdekt werd (vandaar het catalogusnummer drie). Juno is genoemd naar de mythologische figuur Juno, de hoogste Romeinse godin.
Juno, het belangrijkste lid van de Junofamilie van planetoïden, is met een diameter van ongeveer 234 km een van de grootste planetoïden uit de planetoïdengordel. Het is een S-typeplanetoïde, wat betekent dat het een sterk reflecterende planetoïde is, en samengesteld uit een nikkel-ijzer mengsel gecombineerd met ijzer- en magnesium silicaten.
Volgens James L. Hilton (1999), was er een lichte verandering van Juno's omloopbaan waargenomen in 1839, "zeer waarschijnlijk" te wijten aan een object dat dichtbij passeerde of Juno raakte.
Juno was de eerste planetoïde waarvan een sterbedekking werd waargenomen. Juno bedekte op 19 februari 1958 de zwakke ster SAO 112328. Sindsdien zijn verschillende van deze sterbedekkingen door Juno waargenomen.
In 2003 werd Juno in beeld gebracht door de Hookertelescoop van het Mount Wilson-observatorium, gebruikmakende van adaptieve optiek. De diameter van Juno werd vastgesteld op 267 km, en de onregelmatige vorm leek op een aardappel. Foto's in infrarood licht lieten zien dat Juno een krater heeft van ongeveer 100 kilometer, het resultaat van een relatief recente inslag. Spectroscopisch onderzoek geeft aan dat Juno bestaat uit gewone chondrieten, een gewone groep van steen-planetoïden samengesteld uit ijzer bevattende silicaten zoals olivijn en pyroxeen.